# Bergenia ciliata
Bergenia ciliata là một loài thực vật có hoa trong họ Saxifragaceae. Loài này được (Haw.) Sternb. miêu tả khoa học đầu tiên năm 1831.